# 4794 Боґард
4794 Боґард (4794 Bogard) — астероїд головного поясу, відкритий 16 вересня 1988 року.
Тіссеранів параметр щодо Юпітера — 3,597.